# Semele (Haendel)
Sémélé
Pour les articles homonymes, voir Sémélé (homonymie).
Personnages
Sémélé (soprano)

Junon (mezzo-soprano)

Jupiter (ténor)
Semele (HWV 58) est un opéra en trois actes composé par Georg Friedrich Haendel en 1743 et présenté au début en oratorio. Il repose sur le mythe classique de Sémélé, mère de Dionysos.

## Contexte
Au début des années 1740, les concerts que Georg Friedrich Haendel donne à Londres consistent surtout dans des oratorios donnés au théâtre royal, le Covent Garden. Plusieurs d'entre eux, tels Israël en Égypte (composé en 1738), Le Messie (1741) et Samson (1743), présentent quelque ressemblance avec la tragédie grecque, ce qui amène Haendel à s'aventurer dans le monde du drame classique.
Haendel reprend le livret que William Congreve a écrit pour l'opéra Sémélé (en) (1707) de John Eccles, et compose la musique en un mois, du 3 juin au 4 juillet 1743. L'œuvre prend naturellement la forme d'un opéra, mais Haendel voit la possibilité de la donner pendant la série de concerts de carême du théâtre royal en février 1744, sachant que cette série lui assurerait la création de l'œuvre et un cachet. Il adapte donc cette dernière pour la présenter « à la manière d'un oratorio ». En 1760, dans sa biographie de Haendel, John Mainwaring indiquera « Semele est un opéra anglais, mais appelé oratorio, et exécuté en tant que tel. »

Son stratagème ne plaît pas aux organisateurs de la série, ce qui entraîne peu de représentations et porte à tenir durablement Sémélé, à tort, pour une pièce de concert, dont les chorales se font encore le chantre. Le livret du dramaturge Congreve, développé par Alexander Pope, et la musique autorisent implicitement à penser que c'est plus un opéra qu'un oratorio. Comme l'a dit Lord Harewood : 

« … la musique de Sémélé est si variée, les récitatifs sont si expressifs, l'orchestration si originale, la caractérisation si habile, le degré d'invention général si élevé, l'action si pleine de situations et d'incidents crédibles, l'œuvre dans son ensemble convient tant à une scène d'opéra qu'on ne peut que supposer que les compagnies d'opéra l'ont négligée par renoncement. »

## Représentations
Semele est créé le 10 février 1744 au théâtre royal, le Covent Garden, à Londres dans le cadre de la série de concerts donnée tous les ans pendant le carême. L'auditoire s'attendait naturellement à un sujet biblique ; la plupart des oratorios, y compris la plupart de ceux de Haendel, répondaient à cette attente. Mais le sujet des amours de Semele, qui est pratiquement une création de la fin de la période de la Restauration anglaise, est clairement tiré de la mythologie grecque, non du droit hébreu : il déplaît donc à ceux qui s'attendaient à une source d'inspiration différente. Étant en anglais, Semele irrite aussi les partisans de l'opéra italien véritable. Dans son livre Handel’s Dramatic Oratorios, Winton Dean écrit :

« En 1744, le public jugea le ton de Semele trop proche de celui de l'opéra italien discrédité et qualifia l'œuvre d'oratorio manqué ; alors qu'il s'attendait à du pain de carême sain, il reçut une pierre brillante extraite des ruines de la mythologie grecque. »

Haendel n'en donne, par conséquent, que quatre représentations. La première distribution se compose d'Élisabeth Duparc (surnommée la Francesina) dans le rôle-titre, d'Esther Young dans le rôle de Junon (et d'Ino) et de John Beard dans celui de Jupiter. Henry Reinhold chante les rôles de basse. Il semble que Haendel ait échangé une partie de la musique entre les chanteurs.
Plus tard, en décembre 1744, Haendel donne deux autres représentations, cette fois au King's Theatre, après s'être plié aux critiques en faisant des adjonctions et des modifications telles que l'entremêlement d'airs italiens (pour les amateurs d'opéra) et le retrait de lignes sexuellement explicites (pour les dévots).

### XXesiècle
Peut-être mal adapté à l'esprit de l'époque, Sémélé est longtemps négligé jusqu'aux premières représentations sur scène à Cambridge, en Angleterre, en 1925, dans la version de Dennis Arundell (en), et à Londres en 1954. Elles ont suscité un enthousiasme qui perdure.
La Handel Opera Society a mis en scène Sémélé à quatre occasions (en 1959, en 1961, en 1964 et en 1975) sous la direction de Charles Farncombe, et l'œuvre s'est ajoutée au répertoire de l'English National Opera (alors le Sadler’s Wells Opera) en 1970. Après 238 ans, l'opéra est repris en 1982 au Covent Garden (le Royal Opera House), sous la direction, comme au Sadler’s Wells, de Sir Charles Mackerras.
La première américaine de la version pour scène a lieu en 1959 à la North Western University, à Evanston, sous la baguette de Thor Johnson,. La même année, l'œuvre est présentée à l'Empire State Music Festival, à New York ; elle met en vedette Elaine Malbin (en) et André Turp sous la direction d'Arnold Gamson (en). Beverly Sills, Elaine Bonassi et Léopold Simoneau l'interprètent en 1969 au Caramor Festival, à New York, sous la direction de Julius Rudel. Sémélé est monté à Washington en 1980 et au Carnegie Hall, à New York, en 1985. À cette dernière occasion, Kathleen Battle joue le rôle-titre sous la direction de John Nelson. (Un enregistrement a été réalisé en 1990 avec une distribution semblable et est publié par la maison de disques Deutsche Grammophon.)
L'ouvrage est donné en juillet 1996 au Festival international d'art lyrique d'Aix-en-Provence, au Théâtre de l'Archevêché, dans une mise en scène de Robert Carsen, avec Rosemary Joshua dans le rôle-titre, Rockwell Blake et l'orchestre des Arts Florissants sous la direction de William Christie.

### XXIesiècle
En 2004, une production mise en scène par David McVicar et dirigée par Marc Minkowski est offerte au théâtre des Champs-Élysées à Paris avec Annick Massis dans le rôle titre. Elle est reprise en 2010 par le chef d'orchestre Christophe Rousset.
Une nouvelle production est présentée au New York City Opera le 13 septembre 2006. Dirigée par Stephen Lawless, elle fait allusion, par métaphore, à Marilyn Monroe, aux présidents américains John F. Kennedy et Bill Clinton, ainsi qu'à Jacqueline Kennedy. Elizabeth Futral chante le rôle de Sémélé, Vivica Genaux interprète les rôles de Junon et d'Ino, et Robert Breault, celui de Jupiter.
En 2007, l'Opéra de Zurich, en Suisse, monte Sémélé pour mettre en vedette Cecilia Bartoli, avec Birgit Remmert et Charles Workman dans les rôles de Junon et de Jupiter, sous la baguette de William Christie. Cette production pour la scène est enregistrée, publiée en DVD par Decca, puis transportée avec succès au Theater an der Wien, à Vienne, en 2010.
En 2009, la compagnie Florentine Opera (en) de Milwaukee présente au Pabst Theater la reconstitution d'une production antérieure du réalisateur John La Bouchardière (en) pour le Scottish Opera. Jane Glover y dirige Jennifer Aylmer, Robert Breault et Sandra Piques Eddy. En septembre, la même année, Les Talens Lyriques, sous la direction de Rousset, offrent une nouvelle mise en scène de Sémélé par l'artiste chinois Zhang Huan (première collaboration de cet artiste à l'opéra) au théâtre de la Monnaie à Bruxelles. Le 24 octobre 2010, cette coproduction du théâtre royal de la Monnaie et de la KT Yong Foundation est reprise au Poly Theater de Pékin sous la direction de Piers Maxim dans le cadre du Festival de musique de Pékin ; c'est la première grande production d'un opéra baroque en République populaire de Chine. Elle est ensuite reprise à Toronto par la Canadian Opera Company sous la baguette de Rinaldo Alessandrini en mai 2012.

## Rôles
| Rôle                                                                     | Voix    | Distribution de la première, 10 février 1744 (chef d'orchestre : Georg Friedrich Haendel) |
| ------------------------------------------------------------------------ | ------- | ----------------------------------------------------------------------------------------- |
| Jupiter                                                                  | ténor   | John Beard                                                                                |
| Cadmos, roi de Thèbes                                                    | basse   | Henry Reinhold                                                                            |
| Semele (Sémélé), fille de Cadmos aimée de Jupiter et amoureuse de lui    | soprano | Élisabeth Duparc (la Francesina)                                                          |
| Athamas, prince de Béotie, fiancé de Sémélé et amoureux d'elle           | alto    | Daniel Sullivan                                                                           |
| Ino, sœur de Sémélé, amoureuse d'Athamas                                 | alto    | Esther Young                                                                              |
| Somnus, dieu du sommeil                                                  | basse   | Henry Reinhold                                                                            |
| Apollo (Apollon)                                                         | ténor   | John Beard                                                                                |
| Juno (Junon)                                                             | alto    | Esther Young                                                                              |
| Iris                                                                     | soprano | Christina Maria Avoglio                                                                   |
| Grand prêtre                                                             | basse   | Henry Reinhold                                                                            |
| Prêtres, augures, amours, zéphyrs, nymphes, jeunes bergers et serviteurs |         |                                                                                           |

## Résumé

### Acte I
Le temple de Junon. Près de l'autel se trouve une statue en or de la déesse. Les prêtres portent leurs vêtements de cérémonie, comme s'ils venaient de procéder à un sacrifice. Des flammes s'élèvent de l'autel, et l'on voit la statue de Junon s'incliner.
Les prêtres en déduisent que la déesse approuve l'union d'Athamas et de Sémélé. Athamas et Cadmos prient Semele de ne plus hésiter. Mais elle craint et la vengeance de Jupiter et la colère de son père Cadmos; elle supplie le dieu de l'aider à choisir entre se soumettre au désir de son père ou y résister (Oh Jove, in pity teach me which to choose). L'alouette du matin harmonise son chant avec sa propre détresse (The morning lark to mine accords his note). Osant espérer que les soupirs de Sémélé sont des soupirs d'amour, Athamas demande à Hymen de ne pas tarder à se préparer (Hymen, haste, thy torch prepare!). Ino, qui en est éprise, est sur le point de ne plus cacher sa passion amoureuse et sa peine au couple et à Cadmos lorsque le feu sur l'autel s'éteint, se rallume et se rééteint, preuve que Junon accepte le sacrifice, mais que Jupiter s'oppose à l'union. L'autel s'effondre, et les prêtres poussent les protagonistes à mettre fin aux rites.
Seul avec Ino, Athamas croit d'abord qu'elle est sensible à son malheur avant de se rendre compte qu'elle est amoureuse de lui. Cadmus revient leur annoncer qu'un aigle d'une taille fabuleuse (Jupiter) vient d'enlever Sémélé, ce qui désespère Athamas et se réjouit Ino. Du haut des cieux, Sémélé se dit heureuse de jouir d'un amour éternel entre les bras de Jupiter (Endless pleasure, endless love).

### Acte II
Un paysage agréable
Junon demande à Iris où est la demeure de Sémélé. Sa sœur lui répond que Sémélé se trouve dans un palais qui vient d'être érigé sur le mont Cithéron et est gardé par deux dragons aux mille yeux. Junon invite Iris à l'accompagner chez Somnus pour qu'il endorme ces bêtes (Hence, hence, Iris hence away!).
Un appartement dans le palais de Sémélé. Elle dort. Des Amours et des Zéphyrs attendent. Sémélé se réveille et se lève.
Sémélé prie le sommeil de lui revenir et de lui rendre en rêve son amour vagabond (Oh sleep, why dost thou leave me?). À son retour, devant la tristesse de sa bien-aimée, Jupiter l'invite à exprimer le souhait qu'il voit dans ses yeux. Dès qu'elle va lui demander de lui assurer l'immortalité, il juge nécessaire de l'amuser avant qu'elle ne s'explique (I must with speed amuse her). Il lui annonce l'arrivée d'Ino, qu'il a fait venir par deux zéphyrs ailés, et transpose la scène en Arcadie, où elles jouiront de frais zéphyrs, de l'ombre et de la floraison (Where'er you walk, vers empruntés à Alexander Pope).

### Acte III
La grotte de Somnus. Le dieu du sommeil est couché dans son lit. Junon et Iris apparaissent.
Junon et Iris essaient de réveiller Somnus, qui réussit à se rendormir (Leave me, loathsome light). Junon arrive à le réveiller en le charmant avec le nom de Pasithéa, dont il est amoureux (More sweet is that name). En lui promettant que Pasithéa lui appartiendra s'il obéit à sa volonté, elle lui demande d'endormir Jupiter et de le faire rêver à Sémélé pour qu'il la désire et ne puisse rien lui refuser. Elle demande aussi à Somnus de lui remettre sa baguette de plomb pour charmer les dragons et d'endormir Ino pour qu'elle-même puisse aborder Sémélé sous l'apparence de sa sœur.
Un appartement. Sémélé est seule.
Junon arrive sous la forme d'Ino, avec un miroir qui embellit la réalité. Elle demande à Sémélé si Jupiter l'a déjà rendue immortelle, puisqu'elle a du mal à soutenir son regard. Elle lui tend le miroir, et Sémélé y admire sa beauté céleste (Myself I shall adore). Junon l'invite à se refuser à Jupiter tant qu'il n'aura pas juré d'accomplir son vœu : qu'il se présente à elle en dieu, et non plus en mortel. Ainsi, dit Junon, elle acquerra l'immortalité. La déesse quitte les lieux à l'approche de Jupiter. Le dieu veut que Sémélé se jette dans ses bras, mais elle fait remarquer qu'il se plaint toujours et ne lui accorde jamais ce qu'elle demande (I ever am granting, you always complain). Elle lui fait jurer de l'exaucer et lui demande de se montrer en Jupiter. Il la prévient qu'il lui causerait un mal fatal s'il agréait sa demande, mais elle ne veut rien entendre (No, no, I’ll take no less). Junon se réjouit de la réussite de sa vengeance (Above measure is the pleasure).
Sémélé, songeuse, est étendue sous un dais. Elle voit Jupiter descendre sur un nuage. Des éclairs éclatent de tous côtés, et l'on entend le tonnerre.
Sémélé regrette ses exigences mais trop tard et perd la vie.
Le nuage s'évanouit, Sémélé et le palais disparaissent instantanément.
Ino annonce qu'Hermès l'a informée du sort de Sémélé et a ajouté que Jupiter a ordonné qu'elle épouse Athamas. Celui-ci se réjouit de ne plus connaître le désespoir (Despair no more will wound me). Apollon annonce qu'un phénix naîtra des cendres de Sémélé.

## Enregistrements
- Anthony Lewis, Jennifer Vivyan et al., 1955.
- Johannes Somary (dir.), English Chamber Orchestra, Sheila Armstrong (Sémélé), Helen Watts (Junon), Robert Tear (Jupiter). Dans les rôles secondaires, Felicity Palmer, Mark Deller et Justino Díaz. Vanguard Classics, 1973.
- John Eliot Gardiner (dir.), The English Baroque Soloists et le Monteverdi Choir, Norma Burrowes (Sémélé), Della Jones (Junon) et Anthony Rolfe Johnson (Jupiter). Erato, 1983.
- John Nelson, Orchestre de l'église Saint-Luc, enregistrement sur le vif en 1985 au Carnegie Hall, à New York, avec Kathleen Battle, Marilyn Horne, Rockwell Blake et Jeffrey Gall. Legendary Recordings. Son mauvais, mais certains critiques l'ont jugé plus excitant que l'enregistrement en studio.
- John Nelson (dir.), English Chamber Orchestra, Kathleen Battle (Sémélé), Marilyn Horne (Ino et la déesse Junon) et John Aler (Jupiter). Les rôles secondaires sont interprétés par Sylvia McNair (Iris), Michael Chance (Athamas), Samuel Ramey (Somnus) et Mark S. Doss (le grand prêtre). Deutsche Grammophon 435 7822 6, enregistré à Londres en 1990 et sorti en 1993. (Selon ClassicsToday, c'est l'enregistrement de référence[10].)
- Anthony Walker (dir.), Sirius Ensemble, chœur Cantillation, Anna Ryberg (Sémélé), Sally-Anne Russell (Junon et Ino) et Angus Wood (Jupiter). Les rôles secondaires sont interprétés par Belinda Montgomery, Shelli Gilhome, Tobias Cole et Stephen Bennett. Enregistré sur le vif à Sydney en décembre 2002. ABC Classics 980047-0.
- William Christie (dir.), orchestre La Scintilla de Zürich, Cecilia Bartoli (Sémélé), Charles Workman (Jupiter), Birgit Remmert (Junon). Production de l'Opéra de Zurich, 2007. 2DVD Decca. Code-barres : 4400743323, 154 minutes. Son DTS 5.0 et LPCM stéréo.